# Těškovice
Těškovice är en ort i Tjeckien. Den ligger i den östra delen av landet, 260 km öster om huvudstaden Prag. Těškovice ligger 439 meter över havet och antalet invånare är 839.
Terrängen runt Těškovice är huvudsakligen lite kuperad. Těškovice ligger uppe på en höjd. Runt Těškovice är det ganska tätbefolkat, med 214 invånare per kvadratkilometer. Närmaste större samhälle är Ostrava, 18,8 km öster om Těškovice. Trakten runt Těškovice består till största delen av jordbruksmark.